# Milagros Beras Dalmasí
Milagros Beras Dalmasí (* 10. August 1945; † 23. Juli 1996 in Santo Domingo) war ein dominikanischer Pianist und Musikpädagoge.
Beras hatte ersten Klavierunterricht bei Florencia Pierret und besuchte dann an der Escuela Elemental de Música die Klavierklasse von Teresa Beras de Sánchez. Er setzte seine Klavierausbildung am Conservatorio Nacional de Música bei Floralba del Monte fort und vervollkommnete sie in Paris bei Jean Marié. Schließlich absolvierte er eine Kammermusikausbildung bei Guido Mozzato und Carlo Bruno an der Accademia di Santa Cecilia in Rom.
Nach seiner Rückkehr unterrichtete er an der Academia Dominicana de Música und betätigte sich zugleich als Konzertpianist. Mit dem Orquesta Sinfónica Nacional führte er u. a. Werke von Bach, Mozart, Beethoven, Schumann, Mendelssohn und Schostakowitsch auf.
In Puerto Rico stellte er Werke dominikanischer Komponisten vor und trat auf Einladung des Präsidenten Alfredo Cristiani Burkard bei einem Concierto por la Paz im Trio mit dem Cellisten François Bauhaud und dem Flötisten Luis Armando Ruíz auf. Bei seinem letzten Konzert im Januar 1996 führte er mit dem Ensemble Ars Nova unter Leitung von Bauhaud Mozarts 9. Klavierkonzert auf. Posthum wurde 1998 das Video Disfrutemos la música veröffentlicht, auf dem Beras Themen der Musikerziehung erläutert.